# Obélisque de Brunoy
L'obélisque de Brunoy, appelé aussi pyramide de Brunoy, est un obélisque marquant l'entrée de Brunoy au bord de la RN6 et la porte de la forêt de Sénart. Construit en 1779 par Soufflot (aidé des architectes Richard Mique et Michel-Barthélemy Hazon), en remplacement de l'ancienne croix de Malesherbes, c'était le rendez-vous de chasse du roi Louis XVI. Prévue par le comte de Provence à l'origine pour être réellement une pyramide, c'est Louis XVI qui décida de revoir le projet à la baisse par manque de moyens et d'en faire un simple obélisque.
À la Belle Époque, ce lieu entouré de guinguettes était très fréquenté par les Parisiens. 15 millions de visiteurs parcoururent le parc de loisirs de Gervaise installé juste à côté de la pyramide, et parmi elles de nombreuses célébrités, tels le Roi du Maroc ou Maurice Chevalier. 
Lieu accidentogène, cet obélisque a été déplacé de quelques mètres pour libérer la chaussée durant les années 1960. Il était entouré de deux sculptures de Maurice Prost jusqu'en 2003, date de leur déplacement. Ces deux sculptures ont ensuite été positionnées dans les jardins du musée Robert Dubois-Corneau. L'obélisque fut classé monument historique en 1934.